# Parmortha maruyamensis
Parmortha maruyamensis är en stekelart som först beskrevs av Tohru Uchida 1930.  Parmortha maruyamensis ingår i släktet Parmortha och familjen brokparasitsteklar. Inga underarter finns listade i Catalogue of Life.